# أسل شعيري
أسل شعيري (الاسم العلمي: Juncus capillaris) نوع نباتي يتبع جنس الأسل وينتمي إلى الفصيلة الأسلية.